# Rodesia del Sur en la Primera Guerra Mundial

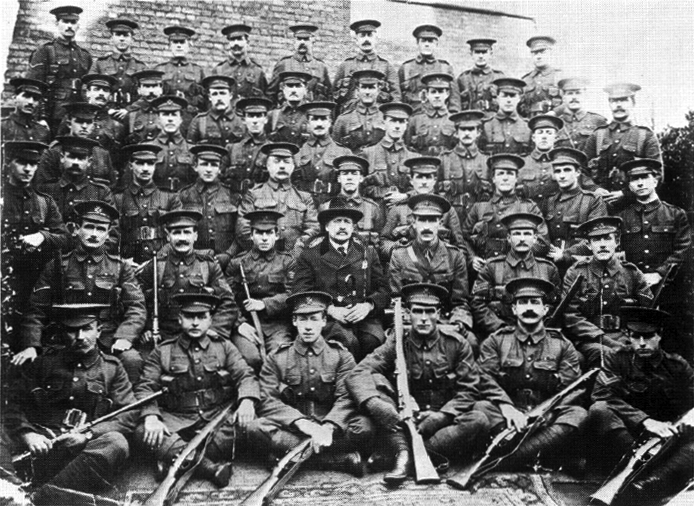
La sección original de Rhodesia del Real Cuerpo de Fusileros del Rey fotografiada en Sheerness en el sureste de Inglaterra en noviembre de 1914

Después de que el Reino Unido declarase la guerra a Alemania en la fase inicial de la Primera Guerra Mundial, en agosto de 1914, la sociedad de colonos de Rodesia del Sur, administrada en ese entonces por la British South Africa Company, recibió la noticia con un notable entusiasmo patriótico. El administrador de la empresa, Sir William Milton, le envió un mensaje al gobierto británico en donde le exclamó: «Toda Rodesia... [está] lista para cumplir con su deber». Había una cierta preocupación por las posibles consecuencias financieras para la empresa por su involucramiento en la guerra. La mayoría de las aportaciones fueron hechas por rodesianos de manera individual, e incluyeron no solamente aquellos que se ofrecieron a luchar en el extranjero, sino también a los que se quedaron en sus hogares y recaudaron fondos para donar alimentos, equipo y demás suministros.
Inmediatamente después de que la guerra estallase, varios grupos de rodesianos pertenecientes a la comunidad blanca se dirigieron a Inglaterra para integrarse al ejército. La mayoría de los rodesianos que participaron en la guerra combatieron en el frente occidental, el cual estaba conformado también por unidades británicas, sudafricanas y de otras colonias (principalmente del Real Cuerpo de Fusileros del Rey) por lo que estuvieron involucrados en varias de las principales batallas. Reclutaron a cientos de hombres de la colonia y crearon pelotones de rodesianos.
Si bien fue uno de los pocos territorios combatientes que no reclutaron a soldados por medio del servicio militar, Rodesia del Sur contribuyó en la guerra con una mayor mano de obra al esfuerzo británico que ninguna otra colonia, e inclusive más que ni el ejército de Reino Unido. Un total de 5716 rodesianos participaron en el conflicto bélico, cerca del 40 % de la población blanca en la colonia, de los cuales 1720 eran oficiales. Más de 800 rodesianos de distintas razas murieron en el enfrentamiento, y varios más resultaron con serias heridas.
El involucramiento de la colonia en la guerra se conmemoró como un evento importante en la historia de Rodesia del Sur, algo que les representaba orgullo en especial para la comunidad blanca. Jugó un papel importante en la decisión del gobierno británico al brindarle autonomía a su gobierno en 1923. Sin embargo, después de que la colonia se declarase independiente del Reino Unido en 1965, lo cual ocasionó una restructuración de la sociedad que años más tarde cambió su nombre a Zimbabue, este suceso quedó en el olvido al igual que los monumentos, placas conmemorativas y demás elementos relacionados con el colonialismo y con la participación de Rodesia del Sur la Primera Guerra Mundial.